# Moçambiques distrikt

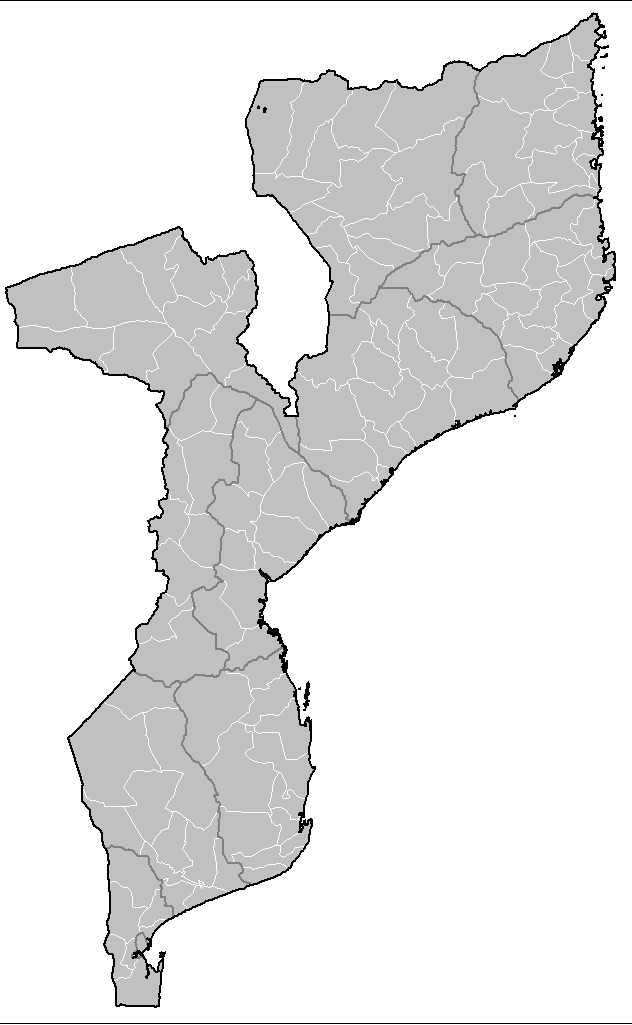
Moçambiques distrikt

Det här är en alfabetisk lista över de 128 distrikten i Moçambique. 
- Alto Molocue
- Ancuabe
- Angoche
- Angónia
- Balama
- Báruè
- Bilene Macia
- Boane
- Buzi
- Cahora-Bassa
- Caia
- Changara
- Chemba
- Cheringoma
- Chibabava
- Chibuto
- Chicualacuala
- Chifunde
- Chigubo
- Chinde
- Chiúre
- Chiuta
- Chókwè
- Cuamba
- Dondo
- Eráti
- Funhalouro
- Gilé
- Gondola
- Gorongosa
- Govuro
- Guijá
- Guro
- Gurué
- Homoine
- Ibo
- Ile
- Inharrime
- Inhassoro
- Inhassunge
- Jangamo
- Lago
- Lalaua
- Lichinga
- Lugela
- Mabalane
- Mabote
- Macanga
- Machanga
- Machaze
- Macomia
- Macossa
- Maganja da Costa
- Magoé
- Magude
- Majune
- Malema
- Mandimba
- Manhiça
- Manica
- Manjacaze
- Marávia
- Maringué
- Marracuene
- Marromeu
- Marrupa
- Massagena
- Massinga
- Massingir
- Matutuíne
- Maua
- Mavago
- Mecanhelas
- Meconta
- Mecubúri
- Mecúfi
- Mecula
- Meluco
- Memba
- Metarica
- Milange
- Moamba
- Moatize
- Mocimboa da Praia
- Mocuba
- Mogincual
- Mogovolas
- Moma
- Monapo
- Montepuez
- Mopeia
- Morrumbala
- Morrumbene
- Mossuril
- Mossurize
- Muanza
- Muecate
- Mueda
- Muembe
- Muidumbe
- Murrupula
- Mutarara
- N'gauma
- Nacala-a-Velha
- Nacarôa
- Namaacha
- Namacurra
- Namarroi
- Nampula
- Namuno
- Nangade
- Nhamatanda
- Nipepe
- Nocoadala
- Palma
- Panda
- Pebane
- Pemba Metuge
- Quissanga
- Ribáuè
- Sanga
- Sussundenga
- Tambara
- Tsangano
- Vilanculos
- Xai-Xai
- Zavala
- Zumbo